# Stanislav Cifka
Stanislav Cifka là một cờ thủ, poker, game thủ Magic: the Gathering, Hearthstone và Artifact người Cộng hòa Séc. Anh đồng thời cũng là một cao thủ FIDE trong cờ vua. Biệt danh trong game của anh là StanCifka.

## Sự nghiệp

### Magic: the Gathering
StanCifka từng thi đấu Magic: the Gathering trước khi Hearthstone ra đời. Anh được biết đến với chiến thắng Pro Tour Return to Ravnica vào năm 2012 - một trong những giải đấu cấp cao nhất của trò chơi, khi chỉ thua một trận duy nhất. Anh được Wizards of the Coast mời tham gia chơi trong một trận đấu triển lãm của Pro Tour 25 Anniversary do thành tích của mình.

### Hearthstone
Cifka bắt đầu chơi trò chơi thẻ bài sưu tầm Hearthstone từ khi mới phát hành. Anh là thành viên của đội Luminosity Gaming trong năm 2015. Tháng 10 năm 2015, Cifka đã phá vỡ chuỗi chiến thắng của Thijs "ThijsNL" Molendijk bằng cách giành chiến thắng trong trận chung kết StarLadder. Tính đến tháng 5 năm 2018, anh được xếp hạng 1 bởi gosugamers.net, trang web chuyên xếp hạng game thủ trên toàn thế giới.
Năm 2017, Cifka dẫn dắt Đội tuyển Quốc gia Séc về đích ở vị trí số một trong Thế vận hội toàn cầu Hearthstone 2017. Tháng 1 năm 2018, anh gia nhập đội Omnislash. Anh trở thành người chiến thắng chung cuộc sau khi đánh bại Jason Chan (Amaz) trong trận chung kết "Hearthstone-Players-Finals" vào tháng 8 năm 2018.

### Artifact
Tháng 11 năm 2018, Cifka đăng một video lên YouTube thông báo rằng anh sẽ nghỉ chơi Hearthstone để theo đuổi sự nghiệp với Artifact. Cifka thông báo vào tháng 2 năm 2019 rằng anh đã rời đội Omnislash, với lý do đội tập trung vào thi đấu Hearthstone thay vì Artifact.

## Thành tích trongMagic: The Gathering
| Mùa giải | Sự kiện         | Địa điểm  | Chế độ thi đấu                      | Ngày             | Xêp hạng |
| -------- | --------------- | --------- | ----------------------------------- | ---------------- | -------- |
| 2012–13  | Grand Prix      | San Jose  | Team Limited                        | 13–14/10/2012    | 4        |
| 2012–13  | Pro Tour        | Seattle   | Modern and Booster Draft            | 19–21/10/2012    | 1        |
| 2012–13  | Grand Prix      | Sydney    | Sealed and Booster Draft            | 19–20/01/2013    | 7        |
| 2013–14  | World Magic Cup | Amsterdam | Đội tuyển quốc gia                  | 2–4/08/2013      | 3        |
| 2013–14  | Grand Prix      | Vienna    | Standard                            | 30/11–01/12/2013 | 5        |
| 2013–14  | Pro Tour        | Atlanta   | Block Constructed and Booster Draft | 16–18/05/2013    | 7        |